# Shandong Nuzi Paiqiu Dui 2014-2015
Questa voce raccoglie le informazioni riguardanti lo Shandong Nuzi Paiqiu Dui nelle competizioni ufficiali della stagione 2014-2015.

## Organigramma societario
Area tecnica
- Allenatore: An Jiajie

## Rosa
| N° | Nome          | Ruolo | Data di nascita   | Nazionalità sportiva |
| -- | ------------- | ----- | ----------------- | -------------------- |
| 1  | Zhou Shanshan | C     | 26 gennaio 1985   | Cina                 |
| 2  | Wang Ying     | S     | 7 gennaio 1992    | Cina                 |
| 3  | Yang Fangxu   | S/O   | 6 ottobre 1994    | Cina                 |
| 4  | Gao Xiaoxuan  | S     | 17 maggio 1997    | Cina                 |
| 5  | Meng Ya       | S     | 3 gennaio 1993    | Cina                 |
| 6  | Wang Nan      | P     | 13 agosto 1984    | Cina                 |
| 7  | Wang Fengjiao | S     | 25 luglio 1994    | Cina                 |
| 8  | Sun Ruhan     | C     | 22 aprile 1994    | Cina                 |
| 9  | Wang Lin      | S     | 1º gennaio 1993   | Cina                 |
| 10 | Wang Mengjie  | L     | 14 novembre 1995  | Cina                 |
| 11 | Liu Li        | C     | 29 agosto 1991    | Cina                 |
| 12 | Song Meili    | S     | 23 febbraio 1995  | Cina                 |
| 13 | Xie Lei       | S     | 25 luglio 1986    | Cina                 |
| 14 | Gao Tianhui   | S/O   | 2 febbraio 1993   | Cina                 |
| 15 | Yuan Caixia   | S/O   | 24 aprile 1989    | Cina                 |
| 16 | Cheng Long    | P     | 25 marzo 1993     | Cina                 |
| 17 | Xu Xing       | C     | 3 marzo 1996      | Cina                 |
| 18 | Liu Ruihua    | P     | 20 febbraio 1995  | Cina                 |
| 19 | Liu Yajing    | C     | 3 luglio 1989     | Cina                 |
| 19 | Chen Yina     | S     | 21 settembre 1987 | Cina                 |
| 20 | Zhang Xin     | S     | 13 maggio 1992    | Cina                 |

## Mercato
| Acquisti | Acquisti      | Acquisti         | Acquisti   |
| R.       | Nome          | da               | Modalità   |
| -------- | ------------- | ---------------- | ---------- |
| C        | Zhou Shanshan | Guangdong Hengda | definitivo |
| S        | Gao Xiaoxuan  | ?                | ?          |
| S        | Meng Ya       | ?                | ?          |
| P        | Wang Nan      | Guangdong Hengda | definitivo |
| S        | Chen Yina     | Shanghai         | definitivo |

| Cessioni | Cessioni       | Cessioni | Cessioni |
| R.       | Nome           | a        | Modalità |
| -------- | -------------- | -------- | -------- |
| P        | Sun Wenjing    | ?        | ?        |
| S        | Zhang Bingbing | ?        | ?        |
| C        | Liu Yajing     | ?        | ?        |

## Risultati

### Volleyball League A

#### Regular season

##### Prima fase
| 1ª giornata - 8 novembre 2014 Luwan Gymnasium, Shanghai                     | Shanghai         | 3 - 0 | Shandong         | 25-13, 25-18, 25-20               |
| 2ª giornata - 11 novembre 2014 Changzhou University Gymnasium, Changzhou    | Jiangsu          | 3 - 1 | Shandong         | 25-23, 25-22, 21-25, 25-16        |
| 3ª giornata - 15 novembre 2014 Laiwu City Gymnasium, Laiwu                  | Shandong         | 3 - 0 | Fujian           | 25-22, 33-31, 25-20               |
| 4ª giornata - 18 novembre 2014 Laiwu City Gymnasium, Laiwu                  | Shandong         | 3 - 0 | Guangdong Hengda | 25-23, 25-14, 25-13               |
| 5ª giornata - 22 novembre 2014 Jiashan County Coliseum, Jiaxing             | Zhejiang         | 3 - 1 | Shandong         | 25-22, 22-25, 25-20, 25-18        |
| 6ª giornata - 25 novembre 2014 Laiwu City Gymnasium, Laiwu                  | Shandong         | 0 - 3 | Shanghai         | 18-25, 18-25, 19-25               |
| 7ª giornata - 29 novembre 2014 Laiwu City Gymnasium, Laiwu                  | Shandong         | 2 - 3 | Jiangsu          | 16-25, 28-30, 28-26, 25-17, 11-15 |
| 8ª giornata - 2 dicembre 2014 Fujian Olympic Sports Center, Fuzhou          | Fujian           | 3 - 1 | Shandong         | 25-11, 18-25, 25-22, 26-24        |
| 9ª giornata - 6 dicembre 2014 Laiwu City Gymnasium, Laiwu                   | Shandong         | 1 - 3 | Zhejiang         | 16-25, 16-25, 25-17, 16-25        |
| 10ª giornata - 9 dicembre 2014 Guangzhou Sport University Gymnasium, Canton | Guangdong Hengda | 0 - 3 | Shandong         | 11-25, 18-25, 13-25               |

##### Seconda fase
| 11ª giornata - 13 dicembre 2014 Laiwu City Gymnasium, Laiwu | Shandong | 3 - 1 | Henan    | 25-18, 25-27, 25-19, 25-14 |
| 12ª giornata - 16 dicembre 2014 Laiwu City Gymnasium, Laiwu | Shandong | 3 - 1 | Sichuan  | 25-23, 22-25, 26-24, 25-14 |
| 13ª giornata - 20 dicembre 2014 Luohe City Stadium, Luohe   | Henan    | 3 - 1 | Shandong | 25-19, 21-25, 25-21, 25-16 |
| 14ª giornata - 23 dicembre 2015 Ziyang Stadium, Ziyang      | Sichuan  | 1 - 3 | Shandong | 25-19, 21-25, 22-25, 15-25 |

## Statistiche

### Statistiche di squadra
| Competizione        | Punti | In casa | In casa | In casa | In trasferta | In trasferta | In trasferta | Totale | Totale | Totale |
| Competizione        | Punti | G       | V       | P       | G            | V            | P            | G      | V      | P      |
| ------------------- | ----- | ------- | ------- | ------- | ------------ | ------------ | ------------ | ------ | ------ | ------ |
| Volleyball League A | 15    | 7       | 4       | 3       | 7            | 2            | 5            | 14     | 6      | 8      |
| Totale              | -     | 7       | 4       | 3       | 7            | 2            | 5            | 14     | 6      | 8      |

G = partite giocate; V = partite vinte; P = partite perse

### Statistiche dei giocatori
| Giocatore | Volleyball League A | Volleyball League A | Volleyball League A | Volleyball League A | Volleyball League A | Totale | Totale | Totale | Totale | Totale |
| Giocatore | P                   | PT                  | AV                  | MV                  | BV                  | P      | PT     | AV     | MV     | BV     |
| --------- | ------------------- | ------------------- | ------------------- | ------------------- | ------------------- | ------ | ------ | ------ | ------ | ------ |
| Cheng L.  | ?                   | ?                   | ?                   | ?                   | ?                   | ?      | ?      | ?      | ?      | ?      |
| Chen Y.   | ?                   | ?                   | ?                   | ?                   | ?                   | ?      | ?      | ?      | ?      | ?      |
| Gao T.    | ?                   | ?                   | ?                   | ?                   | ?                   | ?      | ?      | ?      | ?      | ?      |
| Gao X.    | ?                   | ?                   | ?                   | ?                   | ?                   | ?      | ?      | ?      | ?      | ?      |
| Liu L.    | ?                   | ?                   | ?                   | ?                   | ?                   | ?      | ?      | ?      | ?      | ?      |
| Liu R.    | ?                   | ?                   | ?                   | ?                   | ?                   | ?      | ?      | ?      | ?      | ?      |
| Liu Y.    | ?                   | ?                   | ?                   | ?                   | ?                   | ?      | ?      | ?      | ?      | ?      |
| Meng Y.   | ?                   | ?                   | ?                   | ?                   | ?                   | ?      | ?      | ?      | ?      | ?      |
| Song M.   | ?                   | 267                 | 251                 | 9                   | 7                   | ?      | 267    | 251    | 9      | 7      |
| Sun R.    | ?                   | ?                   | ?                   | 33                  | ?                   | ?      | ?      | ?      | 33     | ?      |
| Wang F.   | ?                   | ?                   | ?                   | ?                   | ?                   | ?      | ?      | ?      | ?      | ?      |
| Wang L.   | ?                   | ?                   | ?                   | ?                   | ?                   | ?      | ?      | ?      | ?      | ?      |
| Wang M.   | ?                   | ?                   | ?                   | ?                   | ?                   | ?      | ?      | ?      | ?      | ?      |
| Wang N.   | ?                   | ?                   | ?                   | ?                   | ?                   | ?      | ?      | ?      | ?      | ?      |
| Wang Y.   | ?                   | ?                   | ?                   | ?                   | ?                   | ?      | ?      | ?      | ?      | ?      |
| Xie L.    | ?                   | ?                   | ?                   | ?                   | ?                   | ?      | ?      | ?      | ?      | ?      |
| Xu X.     | ?                   | ?                   | ?                   | ?                   | ?                   | ?      | ?      | ?      | ?      | ?      |
| Yang F.   | ?                   | 186                 | 161                 | 14                  | 11                  | ?      | 186    | 161    | 14     | 11     |
| Yuan C.   | ?                   | ?                   | ?                   | ?                   | ?                   | ?      | ?      | ?      | ?      | ?      |
| Zhang X.  | ?                   | ?                   | ?                   | ?                   | ?                   | ?      | ?      | ?      | ?      | ?      |
| Zhou S.   | ?                   | ?                   | ?                   | ?                   | ?                   | ?      | ?      | ?      | ?      | ?      |

P = presenze; PT = punti totali; AV = attacchi vincenti; MV = muri vincenti; BV = battute vincenti